# هاري دايموند
هاري دايموند (بالإنجليزية: Harry Diamond)‏ هو سياسي بريطاني (وحمل سابقاً جنسية المملكة المتحدة لبريطانيا العظمى وأيرلندا)، ولد في 1908، وتوفي في 1996. انتخب عضو برلمان أيرلندا الشمالية.